# Vermes Krisztián
Vermes Krisztián (Budapest, 1985. július 7. –) magyar válogatott labdarúgó. Posztját tekintve középhátvéd.

## Pályafutása

### Klubcsapatban
Vermes a BVSC Budapest akadémiáján nevelkedett, majd az Újpesthez szerződött, hogy bemutatkozhasson az NB1-ben a 2004-2005 szezonban. 2008 nyarán kölcsönadták a Hollandiába a Sparta Rotterdam csapatának. 32-szer szerepelt a ligában és 3-szor a Holland kupában a 2008–09 szezonban. 2011. január 31-én 2014. június 30-ig meghosszabbította szerződését az Újpest FC-vel. Ezzel egyidőben csapatkapitánnyá is megválasztották.
2018 nyarán a Budapest-bajnokság I. osztályában szereplő Unione FC-hez igazolt.

### A válogatottban
A magyar nemzeti tizenegyben 2005-ben Mexikó ellen egy barátságos mérkőzésen debütált.

## Statisztika

### Mérkőzései a válogatottban
| Magyarország | Magyarország       | Magyarország                       | Magyarország | Magyarország | Magyarország       | Magyarország | Magyarország | Magyarország |
| #            | Dátum              | Helyszín                           | Hazai        | Eredmény     | Vendég             | Kiírás       | Gólok        | Esemény      |
| ------------ | ------------------ | ---------------------------------- | ------------ | ------------ | ------------------ | ------------ | ------------ | ------------ |
| 1.           | 2005. december 15. | Phoenix, Chase Field Stadium (USA) | Magyarország | 0 – 2        | Mexikó             | barátságos   | -            |              |
| 2.           | 2005. december 18. | Miami (USA)                        | Magyarország | 3 – 0        | Antigua és Barbuda | barátságos   | -            | 39'          |
| 3.           | 2010. október 8.   | Budapest, Puskás Ferenc Stadion    | Magyarország | 8 – 0        | San Marino         | Eb-selejtező | -            |              |
| 4.           | 2010. október 12.  | Helsinki, Olimpiai Stadion         | Finnország   | 1 – 2        | Magyarország       | Eb-selejtező | -            |              |
| 5.           | 2010. november 17. | Székesfehérvár, Sóstói Stadion     | Magyarország | 2 – 0        | Litvánia           | barátságos   | -            | 73'          |
| 6.           | 2011. február 9.   | Dubaj, al-Sabab Stadion (UAE)      | Azerbajdzsán | 0 – 2        | Magyarország       | barátságos   | -            | 70'          |
|              | Összesen           |                                    |              | 6            | mérkőzés           |              | 0            | gól          |